# Taeniolabis

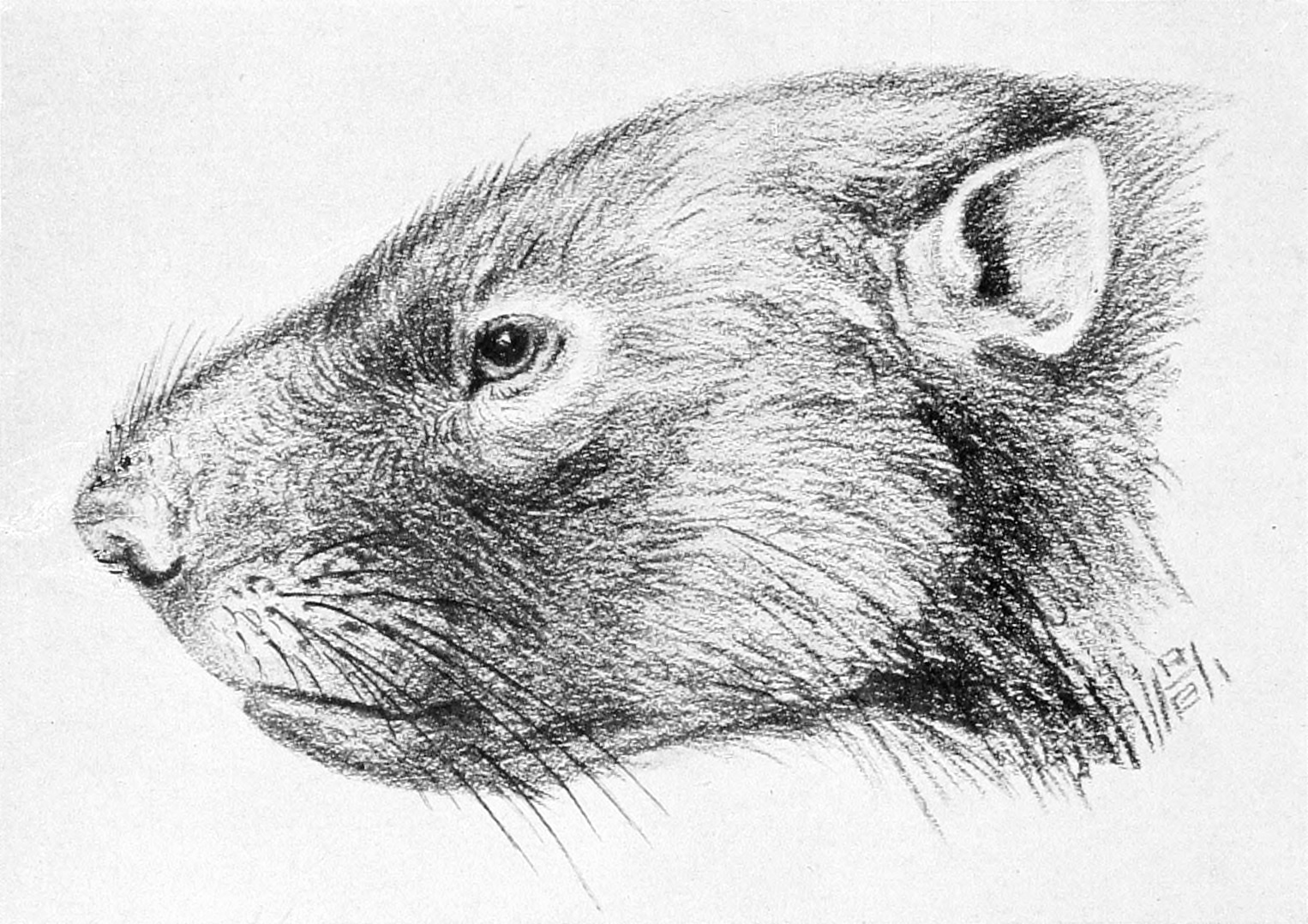
Reconstrucción de T. taoensis

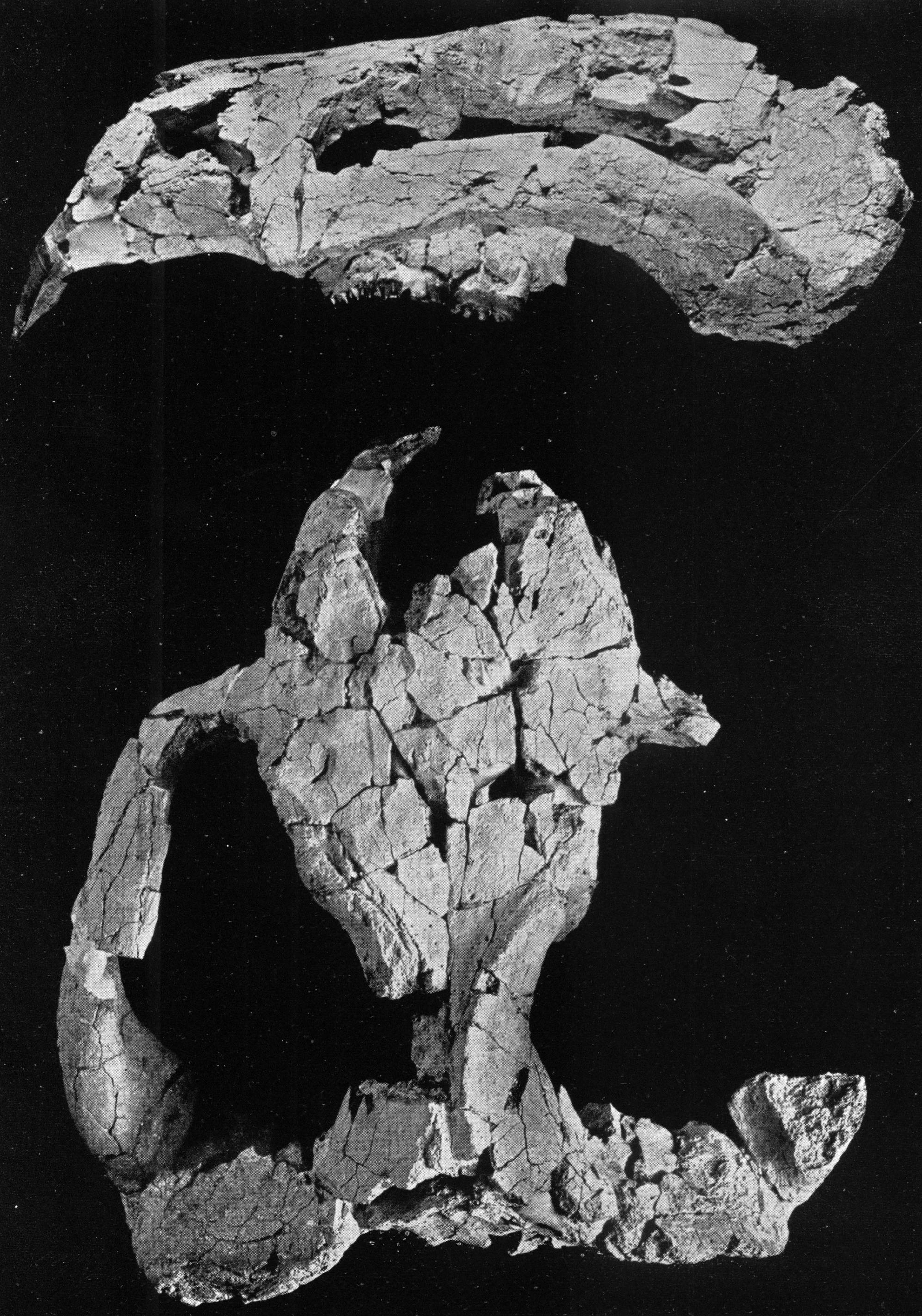
Cráneo de Taeniolabis taoensis, Am. Mus. 16321.

Taeniolabis ("labios de cinta") es un género de mamífero extinto del Paleoceno de Norteamérica. Es el miembro de mayor tamaño del extinto orden Multituberculata, alcanzando pesos de hasta 30 kilogramos. Está incluido dentro del suborden Cimolodonta y es miembro de la superfamilia Taeniolabidoidea. El género fue nombrado por Edward Drinker Cope en 1882. Algunas especies fueron situadas en los géneros Catopsalis y Polymastodon Cope, 1882.
La especie Taeniolabis lamberti fue nombrada por N.B. Simmons en 1987. Ha sido hallado en la formación Tullock de Montana, de edad del Puercano, en el Paleoceno. No es tan grande como T. taoensis, pero aún tiene un gran tamaño para un multituberculado.
La especie Taeniolabis taoensis fue nombrada por Edward D. Cope en 1882. También es conocida como Catopsalis pollux (Cope, 1882); Polymastodon attenuatus (Cope, 1885); P. latimolis Cope, 1885; P. selenodus Osborn H.F. y Earle C., 1895; P. taoensis (Cope, 1882); T. attetuatus; T. scalper (Cope 1884); T. sulcatus (Cope 1882a) y T. triserialis (Granger & Simpson, 1929). Esta especie también proviene del Puercano, en la formación Nacimiento de Nuevo México y Wyoming y de la formación Ravenscrag de Saskatchewan. Esta especie tiene un cráneo de 16 centímetros de largo, siendo la especie más grande y pesada entre los multituberculados, con un tamaño corporal comparable al de un castor.